# Znaki poziome
Znaki poziome – znaki drogowe umieszczone na nawierzchni jezdni w postaci linii, strzałek, napisów i innych symboli. Znaki drogowe poziome są barwy białej lub żółtej. Jeżeli na drodze są umieszczone znaki barwy białej i żółtej wskazujące różny sposób zachowania, to kierujący jest zobowiązany stosować się do znaków barwy żółtej. Umieszczone na jezdni punktowe elementy odblaskowe barwy czerwonej wyznaczają prawą krawędź jezdni. Lewa krawędź jezdni oraz pasy ruchu mogą być oznaczone punktowymi elementami odblaskowymi barwy białej lub żółtej.
| znak  | Informacja                                          |
| ----- | --------------------------------------------------- |
| P-1a- | P-1a linia pojedyncza przerywana-długa              |
| P-1b- | P-1b linia pojedyncza przerywana-krótka             |
| P-1c- | P-1c linia pojedyncza przerywana-wydzielająca       |
| P-1d- | P-1d linia pojedyncza przerywana-prowadząca wąska   |
| P-1e- | P-1e linia pojedyncza przerywana-prowadząca szeroko |

| znak       | Informacja                           |
| ---------- | ------------------------------------ |
|            | P-2a linia pojedyncza ciągła-wąska   |
| Znak P-2b- | P-2b linia pojedyncza ciągła-szeroka |

| znak  | Informacja                                    |
| ----- | --------------------------------------------- |
|       | P-3a linia jednostronnie przekraczalna-długa  |
| P-3b- | P-3b linia jednostronnie przekraczalna-krótka |

| znak  | Informacja                             |
| ----- | -------------------------------------- |
| P-6a- | P-6a linia ostrzegawcza-naprowadzająca |

| znak  | Informacja                                |
| ----- | ----------------------------------------- |
|       | P-7a linia krawędziowa-przerywana szeroka |
| P-7b- | P-7b linia krawędziowa ciągła             |
| P-7c- | P-7c linia krawędziowa-przerywana wąska   |
| P-7d- | P-7d Linia krawędziowa ciągła wąska       |

| znak | Informacja                            |
| ---- | ------------------------------------- |
|      | P-7b linia krawędziowa-ciągła szeroka |
|      | P-7d linia krawędziowa-ciągła wąska   |

| znak | Informacja                       |
| ---- | -------------------------------- |
|      | P-8b strzałka kierunkowa w lewo  |
|      | P-8d strzałka kierunkowa w prawo |

| znak | Informacja                           |
| ---- | ------------------------------------ |
|      | P-9a strzałka naprowadzająca w lewo  |
|      | P-9b strzałka naprowadzająca w prawo |